# Andrea Anastasi
Andrea Anastasi (Poggio Rusco, Italia, 8 de octubre de 1960) es un exjugador profesional y entrenador de voleibol italiano, actual técnico de Lotos Trefl Danzica.

## Jugador
Empieza su carrera profesional en la Primera División italiana en la temporada 1977/1978 en las filas del Pallavolo Parma. Tres años después ficha por el Pallavolo Modena luego por el Pallavlo Falconara y en el verano 1987 por el recién nacido Sisley Treviso: dejada Parma gana una Copa CEV en cada equipo.
Termina su trayectoria como jugador en la Segunda División poniéndose la camiseta del Schio Volley en la temporada 1991/1992 y de Volley Gioia del Colle un año después.
Internacional por Italia gana un  Mundial, un campeonato europeo y dos veces la Liga Mundial.

## Entrenador
Anastasi comienza a entrenar en el Pallavolo Brescia en la temporada 1994/1995 antes de ocupar el banquillo del Gabeca Montichiari entre 1995-1999 y de PV Cuneo en las temporadas 2003/2004 y 2004/2005. 
Los primeros triunfos de su carrera como entrenador  llegan al mando de la selección italiana: gana el  campeonato europeo 1999, dos veces la Liga Mundial en 1999 y 2000 y la medalla de bronce en los Juegos Olímpicos de Sídney 2000.
En septiembre de 2007 conduce la  selección española hasta el título europeo, hasta ahora el mayor éxito en la historia de la selección.
Desde febrero de 2011 hasta octubre de 2013 es el entrenador de la  selección polaca con la cual gana la Liga Mundial 2012; en verano 2014 es nombrado entrenador del Lotos Trefl Danzica de la Primera División polaca y el en abril de 2015 gana la Copa de Polonia.

## Palmarés

### Jugador

#### Clubes
- Copa CEV (3): 1982/1983, 1985/1986, 1990/1991
- Copa de Polonia (1): 2014/2015
- Supercopa de Polonia (1): 2015